# Erchie
Erchie – miejscowość i gmina we Włoszech, w regionie Apulia, w prowincji Brindisi.
Według danych na rok 2004 gminę zamieszkuje 8748 osób, 198,8 os./km².